# Erriberagoiena
Die Comarca Erriberagoiena ist eine der 14 Comarcas in der autonomen Gemeinschaft Navarra.
Die im Süden gelegene Comarca umfasst 8 Gemeinden auf einer Fläche von 413,79 km².

## Gemeinden
| Gemeinde               | Einwohner (2024) | Fläche km² | Dichte Einw./km² | Cod INE | Postleitzahl |
| ---------------------- | ---------------- | ---------- | ---------------- | ------- | ------------ |
| Azagra                 | 3.756            | 33,71      | 111              | 31042   | 31560        |
| Cadreita               | 2.197            | 27,20      | 81               | 31064   | 31515        |
| Falces                 | 2.353            | 114,89     | 20               | 31104   | 31370        |
| Funes                  | 2.558            | 52,97      | 48               | 31107   | 31360        |
| Marcilla               | 2.921            | 21,88      | 134              | 31163   | 31340        |
| Milagro                | 3.639            | 28,34      | 128              | 31169   | 31320        |
| Peralta/Azkoien        | 6.003            | 88,57      | 68               | 31202   | 31350        |
| Villafranca            | 3.077            | 46,23      | 67               | 31254   | 31330        |
| Comarca Erriberagoiena | 26.504           | 413,79     | 64               | –       | –            |